# Godsmack (album)
Pour l’article homonyme, voir Godsmack.
Albums de Godsmack
All Wound Up
(1997) Awake
(2000)
Singles
1. Whatever
Sortie : 25 août 1998
2. Keep Away
Sortie : 11 juin 1999
3. Voodoo
Sortie : 20 octobre 1999
4. Bad Religion
Sortie : février 2000

Godsmack est le nom du premier album de la formation éponyme Godsmack.  L'album est sorti le 25 août 1998. L'album avait auparavant été enregistré indépendamment par le groupe sous le nom All Wound up. Il a été ré-enregistré sous ce nom à la demande de la compagnie de disque Republic Records.
Quatre singles seront tirés de la l'album: Whatever, Keep Away, Bad Religion et Voodoo.
L'album se classa à la 22eplace du Billboard 200 et sera certifié quadruple disque de platine aux États-Unis (4 000 000 ex. vendus).

## Liste des titres
1. Moon Baby (Sully Erna) - 4:23
2. Whatever (Erna / Tony Rombola) - 3:27
3. Keep Away (Erna) - 4:50
4. Time Bomb (Erna) - 4:00
5. Bad Religion (Erna / Tommy Stewart) - 3:13
6. Immune (Erna) - 4:50
7. Someone in London (Rombola) - 2:03
8. Get up, Get Out ! (Erna) - 3:30
9. Now or Never (Erna) - 5:06
10. Stress (Erna) - 5:03
11. Situation (Erna / Robbie Merill) - 5:47
12. Voodoo - (Erna / Merill) - 9:03

## Musiciens pour l'enregistrement
- Sully Erna : chant, claviers, batterie, percussions.
- Tony Rombola : guitares, chœurs, percussions.
- Robbie Merill : basse, percussions.
- Mudrock : percussions.

## Note
- C'est Sully Erna qui enregistra toutes les parties de batterie pour l'album, Tommy Stewart participera aux prestations scéniques.

## Charts et certifications
| Pays       | Durée du classement | Meilleur classement |
| ---------- | ------------------- | ------------------- |
| États-Unis | 92 semaines         | 22e                 |

| Pays       | Certification | Ventes      | Date       |
| ---------- | ------------- | ----------- | ---------- |
| Canada     | Or            | 50 000 +    | 17/08/2000 |
| États-Unis | 4 × Platine   | 4 000 000 + | 04/12/2001 |

Charts singles
| Année | Single       | Chart                  | Durée du classement | Position |
| ----- | ------------ | ---------------------- | ------------------- | -------- |
| 1999  | Whatever     | Mainstream Rock Tracks | 44 semaines         | 7e       |
| 1999  | Whatever     | Alternative Songs      | 26 semaines         | 19e      |
| 1999  | Whatever     | Bubbling under Hot 100 | 11 semaines         | 16e      |
| 1999  | Keep Away    | Mainstream Rock Tracks | 48 semaines         | 5e       |
| 1999  | Keep Away    | Alternative Songs      | 12 semaines         | 31e      |
| 1999  | Voodooo      | Mainstream Rock Tracks | 37 semaines         | 5e       |
| 1999  | Voodooo      | Alternative Songs      | 26 semaines         | 6e       |
| 2000  | Voodooo      | Bubbling under Hot 100 | 15 semaines         | 2e       |
| 2000  | Bad Religion | Mainstream Rock Tracks | 26 semaines         | 8e       |
| 2000  | Bad Religion | Alternative Songs      | 6 semaines          | 32e      |